# 日本の領土を守るため行動する議員連盟
日本の領土を守るため行動する議員連盟（にほんのりょうどをまもるためこうどうするぎいんれんめい）は、日本の自民党系の超党派議員連盟。略称は領土議連。

## 概要
2004年結成。日本の領土のうち近隣諸国から領有権問題を提起され、或いは不法占拠されている北方領土・尖閣諸島・竹島問題などに取り組んでいる。学習指導要領改訂に際しては、竹島や尖閣諸島に関する記載について決議を行っている。
2008年には、対馬における韓国資本による土地買収問題につき総会を開催。2010年には一部議員が対馬を実際に視察した。
2012年8月19日に尖閣諸島の魚釣島にて尖閣諸島戦時遭難事件の慰霊祭を行う目的で（慰霊祭そのものは石垣島で毎年実施されている）、所属議員が政府に上陸許可申請を行ったが認められず、頑張れ日本!全国行動委員会のメンバーや一般参加者らの総計150名で諸島沖の洋上で慰霊祭を行った。参加者のうち地方議員と活動家らの10人が政府の許可なく上陸した（日本人活動家尖閣諸島上陸事件）が、領土議連の国会議員は含まれていない。

## 加盟議員
- 新藤義孝(会長)
- 山谷えり子
- 原口一博（副会長）
- 岩屋毅（副会長）
- 松原仁（事務局長）
- 武見敬三（顧問）
- 渡辺周（幹事）
- 平沢勝栄（幹事）
- 城内実（幹事）
- 西田昌司
- 片山さつき

## 引退・落選議員
- 柏村武昭（副会長・2007年に議員辞職）
- 玉澤徳一郎（顧問・2009年に引退）
- 森岡正宏（会長・2009年に落選）
- 小島敏男（幹事・2009年に落選）
- 久間章生（顧問・2009年に落選）
- 中川義雄（幹事・2010年に落選）
- 椎名一保（事務局次長・2010年に落選）
- 山内俊夫（2010年に落選）
- 与謝野馨（顧問・2012年に引退）
- 松崎公昭（副会長・2012年に落選）
- 小泉俊明（幹事・2012年に落選）
- 向山好一（2012年に落選）
- 西川京子（幹事・2014年に落選）
- 西村眞悟（2014年に落選）
- 平沼赳夫（最高顧問・2017年に引退）
- 伊達忠一（幹事・2018年に引退）
- 左藤章（幹事・2021年に落選）
- 奥野信亮（幹事・2024年に引退）
- 桜田義孝（幹事・2024年に引退）